# Visegrádi Harccsoport
A Visegrádi Négyek Európai Unió Harccsoport, V4 EU Harccsoport, magyarul rövidítve (V4 EU HCS), angolul (V4 EU BG) egy a NATO Reagáló Erők alá tartozó EU Harccsoport, amiben Csehország, Lengyelország, Magyarország és Szlovákia vesz részt. 2016. január és június 30. között és 2019. július 1. és december 31. között volt készenlétben, valamint a tervek szerint 2023 első felében lesz készenléti állapotban.
A Magyar Honvédség feladata a 2019-es készenlét idején: a harccsoport részeként, megfelelő közjogi döntést követően békefenntartásban, békekikényszerítésben, humanitárius segítségnyújtásban, szemben álló felek lefegyverzésében és fegyverbegyűjtésben, kiürítési műveletekben, valamint a terrorizmus elleni harc katonai feladatai végrehajtásában történő részvétel.

## Fordítás
Ez a szócikk részben vagy egészben  a   Visegrád Battlegroup című angol Wikipédia-szócikk ezen változatának fordításán alapul.  Az eredeti cikk szerkesztőit annak laptörténete sorolja fel. Ez a jelzés csupán a megfogalmazás eredetét és a szerzői jogokat jelzi, nem szolgál a cikkben szereplő információk forrásmegjelöléseként.